# Нижня Дворічна
Ни́жня Дворі́чна — річка в Україні, у межах Великобурлуцького і Дворічанського районів Харківської області. Права притока Осколу (басейн Сіверського Дінця).

## Опис
Довжина річки 33 км, площа басейну 373 км². Долина завширшки до 2 км, завглибшки до 40 м. Пересічна ширина заплави 300 м. Річище помірно звивисте, завширшки 5 м. Похил річки 1 м/км. Влітку міліє, на окремих ділянках пересихає. Споруджено кілька ставків.

## Розташування
Нижня Дворічна бере початок на північ від с. Катеринівки. Тече переважно на південь і південний схід. Впадає до Осколу на схід від смт Дворічна.

## Притоки
- Балка Гарашинкова (права).

## Цікаві факти
- Назва походить від розгалуження русла — місцями тече двома рукавами. Прикметникова частина складного гідроніма — на відміну від Верхня Дворічна (яка впадає в Оскол вище за течією).
- У верхів'ях річки розташовані два загальнодержавні зоологічні заказники — Катеринівський і Бурлуцький.